# 太田享之
太田 享之（おおた たかゆき、1958年1月29日 -）は、日本の実業家で池田泉州ホールディングス 社長兼最高経営責任者及び池田泉州銀行頭取。

## 来歴・人物
1981年関西大学法学部卒業後、泉州銀行に入社し、1998年に同社生産物流本部長、2016年に取締役専務執行役員を経て2018年に代表取締役会長に就任した
。